# سیارک ۹۴۹

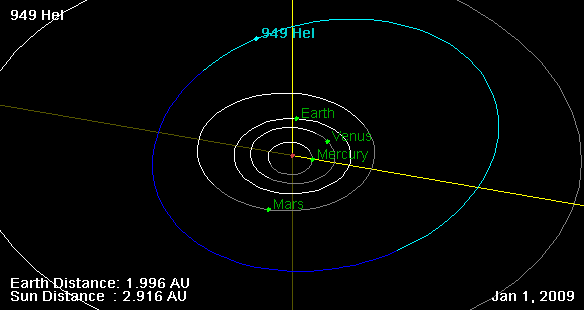
نمایی از محل قرارگیری سیارک ۹۴۹ در مدار – ۲۰۰۹

سیارک ۹۴۹ (به انگلیسی: 949 Hel، نامگذاری:1921JK) نهصد و چهل و نهمین سیارک کشف شده‌است که در ۱۱ مارس ۱۹۲۱ و در هایدلبرگ کشف شد.
قدر مطلق سیارک برابر ۹٫۷۰ است.